# Roger Rubio Mora
Roger Rubio Mora (Barcelona, 1975) és un guionista i escriptor català.
Durant la seva trajectòria professional ha estat el guionista de Salvados, Buenafuente, Crackòvia, Fenómenos, Petazetas i en dues gales dels premis Goya. També ha exercit com a guionista de 'Minoria Absoluta'. Ha cola-borat en programes de ràdio, com "Els Minoristes" a El matí de Catalunya Ràdio, i també a la premsa escrita. I ha estat director del programa televisiu de TV3 Polònia i codirector juntament amb Toni Soler d'Està passant.
Com a escriptor, és coautor de Lo que vendría a ser la historia de España amb Andreu Buenafuente i de Padre, el último mono amb Berto Romero. I l'autor de El hombre que nunca le haría daño a nadie, la seva primera novel·la en solitari.